# Żejtun
Żejtun é um povoado da ilha de Malta em Malta.